# Life Is Good (singolo)
Life Is Good è un singolo del rapper statunitense Future, pubblicato il 10 gennaio 2020 come terzo estratto dall'ottavo album in studio High Off Life.
Il brano, che vede la partecipazione del rapper americano-canadese Drake, è stato candidato come miglior collaborazione ai BET Awards.

## Pubblicazione
Nel dicembre del 2019, Future e Drake erano stati avvistati a girare il videoclip in una postazione di un McDonald's ad Atlanta, facendo così intuire che si trattava di una collaborazione imminente. Il video registrato ritraeva rappers come 21 Savage, Mike Will Made It, Lil Yachty e Big Bank. Precedentemente Future aveva pubblicato un'anteprima di ciò che il duetto stava lavorando sopra attraverso le sue stories di Instagram.

## Accoglienza
Scrivendo per Billboard, Jason Lipshutz ha lodato il modo in cui lo stile dei due artisti combacia l'un l'altro, proprio come è avvenuto nel loro album congiunto pubblicato nel 2015.

## Video musicale
Il video musicale è stato reso disponibile il 10 gennaio 2020, in concomitanza con l'uscita del singolo. Diretto da Julien Christian Lutz, ritrae Future e Drake come uomini che svolgono lavori normali, tra cui addetti al fast food, meccanici, addetti all'informatica, dipendenti dell'Apple Store, spazzini, cuochi e aspiranti rappers; inoltre alla fine del video fanno una cameo, in cui raffigurano l'aiuto regista. Nell'ambito dei Grammy Award annuali ha ottenuto la candidatura come Miglior videoclip.

## Tracce
Testi e musiche di Nayvadius Wilburn, Aubrey Graham, Darius Hill, Ozan Yildirim e Mathias Liyew.
Download digitale
1. Life Is Good (feat. Drake) – 3:58

Download digitale – Remix
1. Life Is Good (Remix) (feat. Drake, DaBaby & Lil Baby) – 5:15

## Formazione
Musicisti
- Future – voce
- Drake – voce aggiuntiva

Produzione
- D. Hill – produzione
- OZ – produzione
- Ambezza – produzione
- Noel Cadastre – missaggio
- Colin Leonard – mastering

## Successo commerciale
Life Is Good è stato il 6º brano più venduto a livello globale durante il 2020, registrando 1,57 miliardi di stream equivalenti secondo l'International Federation of the Phonographic Industry.

## Classifiche

### Classifiche settimanali
| Classifica (2020) | Posizione massima |
| ----------------- | ----------------- |
| Australia         | 11                |
| Austria           | 8                 |
| Belgio (Fiandre)  | 45                |
| Belgio (Vallonia) | 54                |
| Canada            | 3                 |
| Danimarca         | 10                |
| Estonia           | 8                 |
| Finlandia         | 14                |
| Francia           | 33                |
| Germania          | 8                 |
| Grecia            | 2                 |
| Irlanda           | 5                 |
| Islanda           | 14                |
| Italia            | 36                |
| Lettonia          | 10                |
| Libano            | 20                |
| Lituania          | 7                 |
| Norvegia          | 9                 |
| Nuova Zelanda     | 13                |
| Paesi Bassi       | 19                |
| Portogallo        | 6                 |
| Regno Unito       | 3                 |
| Repubblica Ceca   | 24                |
| Romania           | 57                |
| Singapore         | 27                |
| Slovacchia        | 19                |
| Spagna            | 67                |
| Stati Uniti       | 2                 |
| Svezia            | 23                |
| Svizzera          | 3                 |
| Ungheria          | 12                |

### Classifiche di fine anno
| Classifica (2020) | Posizione |
| ----------------- | --------- |
| Australia         | 39        |
| Austria           | 47        |
| Canada            | 22        |
| Danimarca         | 61        |
| Francia           | 112       |
| Germania          | 79        |
| Irlanda           | 22        |
| Islanda           | 48        |
| Nuova Zelanda     | 40        |
| Paesi Bassi       | 87        |
| Portogallo        | 17        |
| Regno Unito       | 22        |
| Stati Uniti       | 7         |
| Svezia            | 92        |
| Svizzera          | 38        |
| Ungheria          | 47        |
| Classifica (2021) | Posizione |
| Portogallo        | 159       |